# وائود
وائود (انگلیسی: VAUDE) شرکت تجهیزات ورزشی آلمانی است، که در سال ۱۹۷۴ تأسیس شد.